# Облога Кам'янця-Подільського (1652)
Облога Кам'янця-Подільського — збройна облога фортеці в Кам'янці-Подільському козацькими військами під проводом Тимоша Хмельницького, яка тривала 2 тижні. Козаки безуспішно тримали замок в облозі протягом двох тижнів у червні 1652 р., але відійшли й спустошили лише околиці Кам'янця. Крім того, Кам'янець-Подільський був символом непереможної фортеці та важливого гарнізону Речі Посполитої під час повстання Хмельницького.
Козацькі війська під проводом Тимофія Хмельницького прямували до Молдови на одруження Тимофія з Розандою Лупул. Богдан Хмельницький був настільки впевнений у здобутті фортеці, що нібито запросив гостей до Кам'янця на весілля свого сина і назвав Розанду «подільською княжною». Самого старого Хмельницького під мурами міста не було, він лише посилав листи із закликами до капітуляції. Проте фортеця, щойно забезпечена Мартином Калиновським, маючи всередині поповнені запаси та кілька здібних командирів, як-от подільський воєвода Станіслав Ревера Потоцький чи руський воєвода Станіслав Лянцкоронський, протистояла атакам козаків. Відсутність облогових знарядь і панування чуми змусили Хмельницького відмовитися від облоги фортеці.